# پل رومی (تهران)

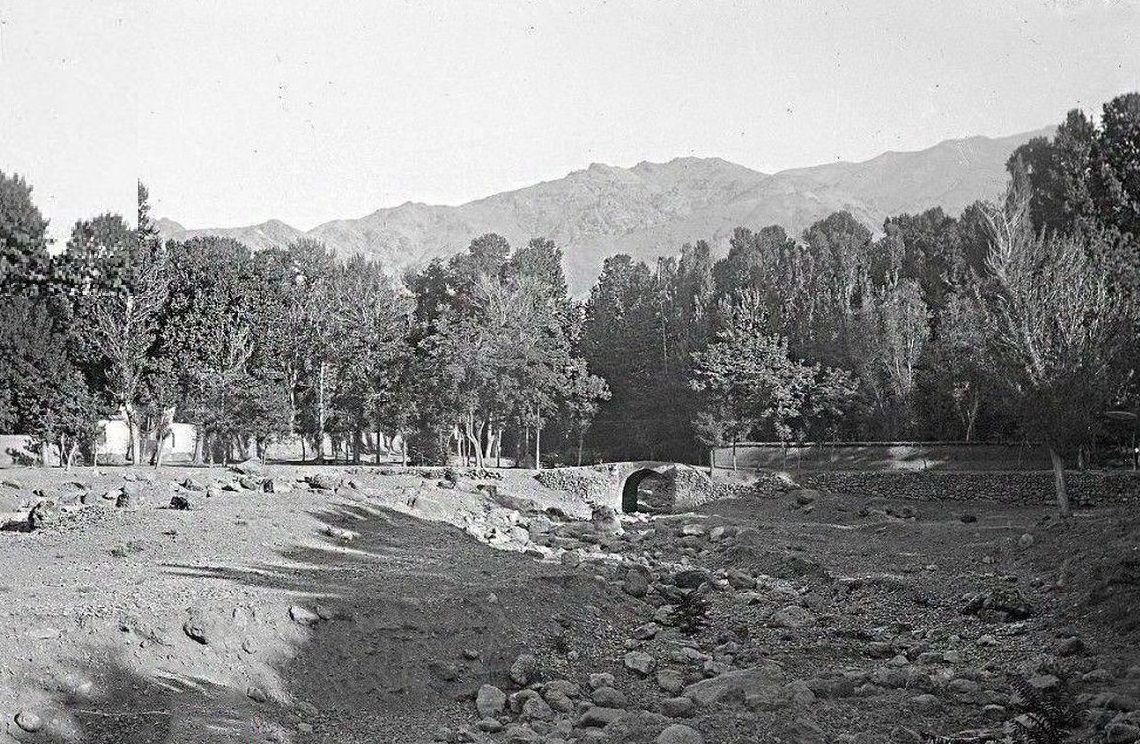

پُلِ رومی نام محله و پلی در شمال شهر تهران و منطقه شمیران است. این پل بر روی رودخانه مقصودبیک قرار دارد که ارتباط بین دو سمت خیابان (از سمت خیابان شریعتی به الهیه) را به یک دیگر متصل می‌کند.

## چرایی نامگذاری
دلیل این نامگذاری، مجاورت این پل با باغ سفارت ترکیه می‌باشد. در قرن نوزدهم میلادی، یکی از سفیران دولت عثمانی، در این منطقه باغ و عمارتی ساخت که بعدها به دولت ترکیه تعلق گرفت و بعد از آن، اتباع روسیه و ترکیه بسیاری از زمین‌های منطقه را خریداری نمودند. چون در قدیم، دولت عثمانی را به نام دولت روم شرقی می‌شناختند، این پل نیز به پل رومی شهرت یافت.
منوچهر صانعی، محقق و معمار، در روایت دیگر دربارهٔ پل رومی می‌گوید:
«در قدیم در همین محل پل رومی، پلی بود با دست‌اندازهایی زیبا که به علت عدم تعمیرات سیل آن را کند و برد. این پل را بعد از آن ساختند که البته در زمان ساختن دهنه‌اش پهن‌تر بود. طراح پل پدر بنده بود. هشتاد سال پیش ساخته شد. پل زیبایی بود و مردم می‌آمدند تماشا. اما این‌که این پل رومی نامیده شد، به علت نوع معماری آن است. در معماری چندین نوع دور وجود دارد. رومی داریم، دور تمام داریم، دوری کلیل و شکسته و غیره. وقتی طاق این پل را زدند، به فرم دور رومی زدند و از آن رو به پل رومی معروف شد.»